# توعية
التوعية هي نشاط يهدف لتركيز انتباه مجموعة واسعة من الناس إلى مسألة أو قضية معينة. ومثال ذلك التوعية بمرض سرطان الثدي، والإيدز، والاحتباس الحراري. واشتهرت عبارة التوعية في أوساط الجماعات النسوية الأمريكية في سنوات 1960.